# Nas Daily
Нусейр Ясин (англ. Nuseir Yassin, араб. نصير ياسين‎, ивр. נוסייר יאסין‎, псевдоним — Nas Daily; род. 9 февраля 1992, Аррабе, Израиль) — блогер и ютубер.

## Биография
Нусейр Ясин родился 9 февраля 1992 года в Аррабе, Израиль, в палестинской арабской семье. Мусульманин. Отец — психолог, а мать — учитель. В семье было ещё трое детей.
Ясин подал заявление в Гарвардский университет в США в возрасте 19 лет, чтобы получить степень в области аэрокосмической техники. В своем вступительном эссе он подробно описал свои усилия по осуществлению своей мечты.
В 2014 году он получил степень по экономике и специализацию в области компьютерных наук.
Получив степень в Гарварде, Ясин стал соучредителем службы платной регистрации и поисковой системы в социальных сетях.
В сентябре 2014 года он начал работать разработчиком программного обеспечения в Venmo, сервисе мобильных платежей, принадлежащем PayPal, в Нью-Йорке.

## Блогерская деятельность

### Facebook
В 2016 году Ясин уволился с работы в Venmo и решил исследовать мир с намерением запечатлеть на видео свои путешествия и впечатления.

## Гражданство
Гражданин Израиля. В 2022 году Ясин сообщил, что получил гражданство Сент-Китс и Невис. Это новое гражданство позволило ему получить въезд в Малайзию, поскольку ранее ему был запрещен въезд в страну из-за его израильского гражданства.